# Rabiño
Rabiño (llamada oficialmente San Bieito de Rabiño) es una parroquia y un lugar del municipio español de Cortegada, en la provincia de Orense, Galicia.

## Toponimia
La parroquia también es conocida por el nombre de San Benito de Rabiño.

## Organización territorial
La parroquia está formada por siete entidades de población:

### Entidad de población
Entidad de población que forma parte de la parroquia:
- A Eirexa[7]
- Os Antóns
- Os Muíños
- Rabiño
- Seixomil
- Soutelo

### Despoblado
Despoblado que forma parte de la parroquia:
- O Vao

## Demografía

### Parroquia
| Gráfica de evolución demográfica de Rabiño (parroquia) entre 2000 y 2022 |
|                                                                          |
| Datos según el nomenclátor publicado por el INE.                         |

### Lugar
| Gráfica de evolución demográfica de Rabiño (lugar) entre 2000 y 2022 |
|                                                                      |
| Datos según el nomenclátor publicado por el INE.                     |

## Patrimonio material
En el monte da Feradura, se conserva una peña de granito con unos petroglifos en forma de herradura. Por eso es conocida como «Pedra das Ferraduras» (Piedra de las Herraduras) y una cazoleta con cabal de desagüe. En dicha peña se puede ver una serie de marcas esculpidas hacia el naciente, ostentando en este lado grabadas seis herraduras ordenadas por pares, en lo más alto de la piedra se observa una cazoleta que mide unos 5 cm de diámetro por otros tantos de profundidad, los grabados en «U» oscilan entre los 7 y 10 cm de largo por 7 a 9 de ancho máximo entre los extremos de la línea, se le atribuye su pertenencia a la etapa más antigua de la Edad del Bronce. Por lo que respecta a su interpretación Bouza Brey prefiere la teoría de una representación de individuos con los brazos en alto en acto de culto a una divinidad.
También conserva un templo barroco construido bajo el dominio del vecino monasterio de Celanova, el templo es de planta de cruz latina en granito del país, con una sola nave cubierta de arcos de medio punto a lo largo de su cuerpo hasta desembocar en el crucero, donde se forman tres bóvedas sostenidas por nervaduras, de cuatro brazos en los brazos laterales y dieciséis en la bóveda de la cabeza, donde el diseño dibuja un rombo dividido en cuatro espacios de lados convexos, las nervaduras están pintadas o bien son de mármol veteado marrón; las capillas laterales ostentan como claves de sus nervaduras sendos dibujos del sol y la luna humanizados por un rostro, las claves de las nervaduras de la bóveda principal ostentan decoración vegetal, una cruz asturiana y una luna acompañada de dos estrellas, en la sacristía la bóveda está sostenida por cuatro nervaduras reunidas en una clave que tiene tallada un sombrero eclesial de dos puntas. Tanto las bóvedas laterales como la central conservan pintura. Este templo estuvo en terrenos pertenecientes al monasterio de Celanova, y según el catastro del marqués de Ensenada (siglo XVIII) esta zona se llamaba Coto da Vestiaría, con concejo y monasterio sujeto al de Celanova en la parroquia de Refoxos, donde estaban dos curas, uno por parte espiritual y otro por parte administrativa junto con un notario y juez, esta iglesia se conocía como san Benito de la Arnoya y según Fr. de la Cueva en su libro «de los prioratos y anejos al monasterio de Celanova» (siglo XVII) «provee este coto el abad de Celanova a beneficio de San Benito de Refojos, donde hay una imagen muy frecuentada y vale este beneficio de 600 a 700 ducados cada año de renta».